# 23254 Chikatoshi
23254 Chikatoshi è un asteroide della fascia principale. Scoperto nel 2000, presenta un'orbita caratterizzata da un semiasse maggiore pari a 2,7161542 UA e da un'eccentricità di 0,1401645, inclinata di 4,97625° rispetto all'eclittica.